# Nepenthes macfarlanei
Nepenthes macfarlanei Hemsl., 1905 è una pianta carnivora della famiglia Nepenthaceae, endemica della Malaysia Peninsulare, dove cresce a 900–2150 m.

## Conservazione
La Lista rossa IUCN classifica Nepenthes macfarlanei come specie a rischio minimo (Least Concern).